# Гюда
Гюда́ (фр. Gudas) — коммуна во Франции, находится в регионе Юг — Пиренеи. Департамент коммуны — Арьеж. Входит в состав кантона Вариль. Округ коммуны — Памье.
Код INSEE коммуны — 09137.

## Население
Население коммуны на 2008 год составляло 138 человек.
| 1962 | 1968 | 1975 | 1982 | 1990 | 1999 | 2008 | 2013 | 2019 |
| ---- | ---- | ---- | ---- | ---- | ---- | ---- | ---- | ---- |
| 62   | 87   | 75   | 73   | 86   | 107  | 138  | 162  | 202  |

## Экономика
В 2007 году среди 92 человек в трудоспособном возрасте (15—64 лет) 77 были экономически активными, 15 — неактивными (показатель активности — 83,7 %, в 1999 году было 77,6 %). Из 77 активных работали 69 человек (39 мужчин и 30 женщин), безработных было 8 (1 мужчина и 7 женщин). Среди 15 неактивных 3 человека были учениками или студентами, 6 — пенсионерами, 6 были неактивными по другим причинам.